# Le Triangle rouge
Le Triangle rouge est un album de bande dessinée en noir et blanc et couleurs de 46 planches d'Andreas dans lequel il rend hommage à l'architecte américain Frank Lloyd Wright, au travers d'un récit onirique construit autour de la couleur rouge et des créations de l'architecte.
L'album est publié dans un format à l'italienne avec un dos toilé rouge.
Il existe un tirage de luxe qui comprend 8 planches supplémentaires et un hors-texte sur papier calque. 

## Publication

### Albums
- Edition normale : Delcourt (46 planches noir et blanc et couleurs, Collection Conquistador), octobre 1995 ( (ISBN 2-84055-072-5))
- Tirage de luxe : Book-Maker (46 planches noir et blanc et couleurs - comprend 8 planches supplémentaires + un hors-texte sur papier calque), édition limitée à 350 exemplaires numérotés et signés par l'auteur (+ 25 exemplaires hors commerce et 26 exemplaires numérotés de A à Z), octobre 1995 ( (ISBN 2-84055-072-5))